# Savigny-sous-Faye
Savigny-sous-Faye is een gemeente in het Franse departement Vienne (regio Nouvelle-Aquitaine) en telt 298 inwoners (1999). De plaats maakt deel uit van het arrondissement Châtellerault.

## Geografie
De oppervlakte van Savigny-sous-Faye bedraagt 14,9 km², de bevolkingsdichtheid is 20,0 inwoners per km².
De onderstaande kaart toont de ligging van Savigny-sous-Faye met de belangrijkste infrastructuur en aangrenzende gemeenten.

## Demografie
Onderstaande figuur toont het verloop van het inwonertal (bron: INSEE-tellingen).